# Deiva Marina
Deiva Marina település Olaszországban, Liguria régióban, La Spezia megyében. Lakosainak száma 1268 fő (2023. január 1.). Deiva Marina Carrodano, Castiglione Chiavarese, Moneglia, Carro és Framura községekkel határos.

## Népesség
A település lakossága az elmúlt években az alábbi módon változott:
| Lakosok száma | 1369 | 1338 | 1268 |
|               | 2017 | 2018 | 2023 |